# Éloi Meulenberg
Éloi Meulenberg, nascido a 22 de setembro de 1912 em Jumet (Charleroi) e falecido a 26 de fevereiro de 1989, foi um ciclista belga. Profissional de 1934 a 1950, ganhou o Campeonato do Mundo de Ciclismo em 1937. Também ganhou a Liège-Bastogne-Liège, Paris-Bruxelas e nove etapas do Tour de France.

## Palmarés
1934
- 1 etapa do Tour de l'Ouest

1935
- Grande Prêmio de Fourmies

1936
- Paris-Bruxelas
- 2 etapas do Tour de France

1937
- Campeão do Mundo de fundo em estrada
- Liège-Bastogne-Liège
- 4 etapas do Tour de France
- 1 etapa da Volta à Bélgica

1938
- 3 etapas do Tour de France

1943
- Scheldeprijs Vlaanderen

1945
- Tour de Limburgo

## Resultados nas grandes voltas
| Carreira           | 1934 | 1935 | 1936 | 1937 | 1938 | 1939 | 1940 | 1941 | 1942 | 1943 | 1944 | 1945 | 1946 | 1947 | 1948 | 1949 | 1950 |
| ------------------ | ---- | ---- | ---- | ---- | ---- | ---- | ---- | ---- | ---- | ---- | ---- | ---- | ---- | ---- | ---- | ---- | ---- |
| Giro d'Italia      | -    | -    | -    | -    | -    | -    | -    | -    | -    | -    | -    | -    | -    | -    | -    | -    | -    |
| Tour de France     | -    | -    | 34º  | Ab.  | Ab.  | Ab.  | -    | -    | -    | -    | -    | -    | -    | -    | -    | -    | -    |
| Volta a Espanha    | -    | -    | -    | -    | -    | -    | -    | -    | -    | -    | -    | -    | -    | -    | -    | -    | -    |
| Mundial em Estrada | -    | -    | -    | 1º   | Ab.  | -    | -    | -    | -    | -    | -    | -    | -    | -    | -    | -    | -    |